# Мамедов, Камран (борец)
Камран Мамедов (азерб. Kamran Məmmədov; род. 12 марта 1990) — азербайджанский борец греко-римского стиля. Член национальной сборной Азербайджана. Бронзовый призёр чемпионатов Европы 2013, 2014 и 2016 годов. Чемпион Азербайджана 2015 года.

## Биография
Родился 12 марта 1990 года.
Тренером являлся Радик Гусейнов.
В апреле 2012 года на Европейском лицензионном турнире в Софии Мамедову удалось выиграть лицензию на Олимпийские игры 2012 года. Однако, так как лицензии не были именными, тренерский штаб решил отправить на Игры чемпиона мира и Европы 2010 года Гасана Алиева.
Бронзовый призёр чемпионата Европы 2013, чемпионата Европы 2014 и 2016 годов.
Представлял Азербайджан на летней Универсиаде 2013 в Казани, где занял второе место.
Завоевал золотую медаль на Играх исламской солидарности 2017.